# ادگار اسپرینگ (میزوری)
ادگار اسپرینگ (به انگلیسی: Edgar Springs) یک شهر در ایالات متحده آمریکا است که در شهرستان فلپس، میزوری واقع شده‌است. ادگار اسپرینگ ۱٫۶۸ کیلومتر مربع مساحت و ۲۰۸ نفر جمعیت دارد و ۳۶۸ متر بالاتر از سطح دریا واقع شده‌است.